# Erinnerungskreuz für Eckernförde

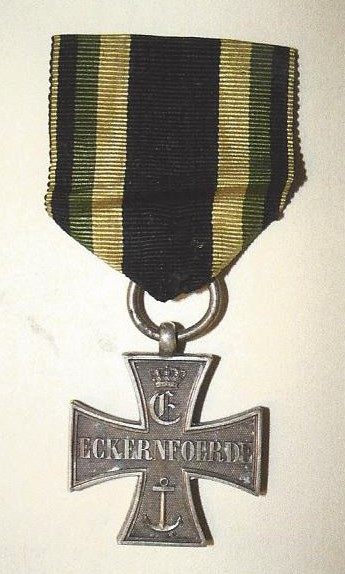
Erinnerungskreuz für Eckernförde (Sachsen-Coburg und Gotha)

Das Erinnerungskreuz für Eckernförde wurde 1851 für Sachsen-Coburger Teilnehmer am Gefecht bei Eckernförde gestiftet. Der Entwurf stammte von Ferdinand Helfricht (1809–1892), dem Hofgraveur an der Gothaer Münze.

## Bedeutung
Die Kriegsdenkmünze des Hauses Sachsen-Coburg-Gotha war als Auszeichnung für die Sachsen-Coburger Truppen vorgesehen gewesen, welche an der Schleswig-Holsteinischen Erhebung teilgenommen hatten. Die Auszeichnung war in Bronze-Ausführung für einfache Soldaten und in Silber für Offiziere gestuft.
Die Dekoration war ein Kreuz, das auf dem Avers ein gekröntes „E“ und das Wort „Eckernförde“ darunter zeigte. Das Datum „5. April 1849“  stand auf dem Revers.
Das Erinnerungskreuz wurde auf der linken Seite der Brust an einem dreifarbigen Band getragen. Die Bandfarben waren Orange, Grün und Schwarz.